# Ascensão (álbum de Black Pantera)
Ascensão é o terceiro álbum da banda brasileira de thrash metal Black Pantera, lançado em 11 de março de 2022 pela Deckdisc sob produção de Rafael Ramos e dos membros da banda.
Gravado ao longo de treze dias em outubro de 2020 no estúdio Tambor, no Rio de Janeiro, o álbum já estava pronto havia um ano, mas teve seu lançamento adiado por conta da pandemia de COVID-19.
Como nos discos anteriores, a banda aborda temáticas relacionadas ao racismo nas letras. Numa entrevista pouco antes do lançamento do álbum, os membros comentaram que seria possível escrever um disco inteiro por dia com todos os episódios de racismo e intolerância que se passam no Brasil, citando como exemplos os assassinatos de Durval Teófilo Filho e de Moïse Kabagambe.
O álbum traz participações especiais de Rodrigo Lima (Dead Fish) em "Dia do Fogo", faixa crítica às políticas do governo Jair Bolsonaro para a Amazônia, e de Tuyo em "Estandarte", uma canção anti-homofóbica.

## Conceito

### Capa e título
A capa é uma foto de Victor Balde feita em novembro de 2019 e retratando Ana Francisco e Carolina Antônio, duas mulheres de Meconta, Moçambique, segurando facões de mãos dadas e protegendo uma criança. A imagem fez parte da coleção  "Lute como uma moçambicana", da marca Com Respeito, e se trata de uma releitura de Giovanni Marrozzini. A Deckdisc comprou os direitos da foto de Victor, que repassou o dinheiro para as mulheres retratadas.
O título originalmente pensado para o álbum era Ascensão do Império Preto, mas a banda encurtou-o simplesmente para Ascensão por sentir que o nome anterior excluía outras pessoas vítimas de preconceito, como as mulheres e a população LGBTQIA+.
Segundo o baixista Charles da Gama, Ascensão "fala de diversas questões e da ascensão não só do povo preto, mas da ascensão de qualquer pessoa que quiser se relacionar, independente de cor, sexo, religião, da ascensão de todas as pessoas que estão realmente sendo oprimidas no Brasil e no mundo todo".

## Divulgação
O título e a capa do álbum foram anunciados em 17 de janeiro de 2022, mesma data em que anunciaram o primeiro single, "Padrão É o Caralho". Ele e seu vídeo foram lançados em 21 de janeiro de 2022. Sua letra abre com os versos "A coisa tá linda / A coisa tá preta", um desafio ao uso da palavra "preta" como sinônimo de "feio" na expressão "a coisa tá preta".
O segundo single e vídeo, "Fogo nos Racistas", veio em 19 de fevereiro de 2022. A letra faz referência a personalidades como Django Livre, Luís Gama e Ogum. O vídeo tem a participação de Madalena "Madá" Gordiano, uma mulher de Minas Gerais que foi escravizada por 38 anos, desde os 9 anos de idade até dezembro de 2020, quando foi libertada.
No dia 13 de março, a banda realizou um show de lançamento do disco em uma praça de Uberaba, sua cidade natal.

## Recepção da crítica
| Críticas profissionais | Críticas profissionais |
| Avaliações da crítica  | Avaliações da crítica  |
| Fonte                  | Avaliação              |
| ---------------------- | ---------------------- |
| Cultura Sem Censura    | 10                     |

Anderson Silva, do Cultura Sem Censura, elogiou faixas como "Mosha", "Padrão É o Caralho", "Não Fode o Meu Rolê" e "Revolução É o Caos" e concluiu sua análise dizendo que os três "merecem ser cada vez mais ouvidos e reverenciados como os pilares do novo rock brasileiro".

## Faixas
| Faixas de Ascensão |                                  |         |  |
| N.º                | Título                           | Duração |  |
| 1.                 | "Mosha"                          | 2:43    |  |
| 2.                 | "Padrão É o Caralho"             | 3:08    |  |
| 3.                 | "Delírio Coletivo"               | 3:07    |  |
| 4.                 | "Fogo nos Racistas"              | 3:39    |  |
| 5.                 | "Não Fode o Meu Rolê"            | 2:53    |  |
| 6.                 | "Revolução É o Caos"             | 3:42    |  |
| 7.                 | "Anti Vida"                      | 3:01    |  |
| 8.                 | "Dia do Fogo" (com Rodrigo Lima) | 2:39    |  |
| 9.                 | "Evilcred"                       | 3:34    |  |
| 10.                | "A Besta"                        | 3:15    |  |
| 11.                | "Eles Que Lutem"                 | 3:07    |  |
| 12.                | "Estandarte" (com Tuyo)          | 3:55    |  |
| Duração total:     | Duração total:                   | 38:43   |  |

## Créditos
- Charles Gama – guitarra, vocal
- Chaene da Gama – baixo
- Rodrigo "Pancho" Augusto – bateria[1][10]